# Alit Ożarów
Alit Ożarów – polski klub piłkarski, założony w Ożarowie w 1947. 

## Historia klubu
W 1947 w Ożarowie powstał klub o nazwie OMTUR, który rywalizował w klasie C. Jedenaście lat później zespół występował w podokręgu starachowickim i awansował do klasy B, jednak po dwóch latach mając zerowy dorobek punktowy drużyna opuściła tę klasę rozgrywek. W późniejszym okresie klub był uczestnikiem klasy C, lecz był również taki czas, że ożarowianie nie uczestniczyli w mistrzostwach. W sezonie 1995/1996 Alit wywalczył awans do III ligi. Trenerem klubu był wówczas Jacek Zieliński. W debiutanckim meczu na tym poziomie rozgrywek Alit przegrał u siebie z Orlętami Dęblin 1:3. Pierwsze zwycięstwo odniósł w 4. kolejce, kiedy to pokonał 1:0 rezerwy Hetmana Zamość. Alit zakończył swój pierwszy sezon w trzeciej lidze na 18. miejscu, sprawiając po drodze kilka niespodzianek, m.in. bezbramkowo remisując z triumfatorem rozgrywek, Koroną Kielce. 
W sezonie 1997/1998 Alit uplasował się w ligowej tabeli na 5. miejscu, tracąc do zwycięzcy rozgrywek, Orląt Łuków siedem punktów. Gorszy bilans bezpośrednich spotkań z Lublinianką Lublin spowodował, że klub nie zajął wyższego miejsca. W następnych rozgrywkach w stawce 18 zespołów Alit uplasował się na 13. lokacie. Wynik ten oznaczał spadek do IV ligi, gdyż wówczas zdegradowanych zostało sześć ostatnich drużyn. W sezonie 1999/2000 drużyna Alitu walczyła o powrót do III ligi. Klub zajął trzecią lokatę, ale nie dała ona awansu – promocję wywalczyły Pogoń Staszów i Łada Biłgoraj. W następnych rozgrywkach Alit wygrywając 16 meczów, przegrywając 15 spotkań oraz remisując trzy razy, uplasował się w środku tabeli, na ósmym miejscu.
W latach 2001–2008 klub nadal występował w IV lidze, a najbliżej awansu był w sezonie 2001/2002, gdy zajął drugie miejsce za Nidą Pińczów. 7 stycznia 2007 obradujące w Warszawie walne zgromadzenie sprawozdawczo–statutowe Polskiego Związku Piłki Nożnej przyjęło nową strukturę piłkarskich rozgrywek centralnych od sezonu 2008/2009 – cztery ligi centralne, od ekstraklasy przez pierwszą, dwie grupy drugiej do ośmiu grup trzeciej ligi. W wyniku tej reformy w sezonie 2007/2008 z IV ligi spadło osiem drużyn, w tym Alit.
W sezonie 2009/2010 występował w IV lidze, plasując się w niej na 5. miejscu. Funkcję trenera pełnił Paweł Rybus, który był również wiceprezesem ds. szkolenia Świętokrzyskiego Związku Piłki Nożnej.

## Piłkarze
W Alicie występowało kilkunastu zawodników, którzy grali także w Ekstraklasie. W ożarowskim klubie piłkarską karierę rozpoczynał m.in. Paweł Strąk, który ma za sobą występy w europejskich pucharach. Piłkarzem Alitu był także Dariusz Sajdak – strzelec 35 goli w I lidze. W barwach tego zespołu grali także związani przez większość kariery z KSZO Ostrowiec Św. Tomasz Dymanowski i Marcin Wróbel. Występował w nim także Marek Franczuk, który w 1991 sięgnął z GKS-em Katowice po puchar Polski.

## Występy ligowe od 1996
| Sezon   | Liga                                              | Pozycja | Punkty | Poziom ligowy |
| ------- | ------------------------------------------------- | ------- | ------ | ------------- |
| 1996/97 | III liga (grupa lubelska)                         | 8       | 34     | III           |
| 1997/98 | III liga (grupa lubelska)                         | 5       | 32     | III           |
| 1998/99 | III liga (grupa południowo-wschodnia)             | 13      | 34     | III           |
| 1999/00 | IV liga (grupa Kielce, Tarnobrzeg, Chełm, Zamość) | 3       | 69     | IV            |
| 2000/01 | IV liga (grupa świętokrzyska)                     | 8       | 51     | IV            |
| 2001/02 | IV liga (grupa świętokrzyska)                     | 2       | 57     | IV            |
| 2002/03 | IV liga (grupa świętokrzyska)                     | 11      | 46     | IV            |
| 2003/04 | IV liga (grupa świętokrzyska)                     | 11      | 30     | IV            |
| 2004/05 | IV liga (grupa świętokrzyska)                     | 12      | 34     | IV            |
| 2005/06 | IV liga (grupa świętokrzyska)                     | 8       | 40     | IV            |
| 2006/07 | IV liga (grupa świętokrzyska)                     | 9       | 39     | IV            |
| 2007/08 | IV liga (grupa świętokrzyska)                     | 12      | 33     | IV            |
| 2008/09 | IV liga (grupa świętokrzyska)                     | 8       | 46     | V             |
| 2009/10 | IV liga (grupa świętokrzyska)                     | 5       | 51     | V             |
| 2010/11 | IV liga (grupa świętokrzyska)                     | 7       | 42     | V             |
| 2011/12 | IV liga (grupa świętokrzyska)                     | 9       | 41     | V             |
| 2012/13 | IV liga (grupa świętokrzyska)                     | 8       | 44     | V             |
| 2013/14 | IV liga (grupa świętokrzyska)                     | 14      | 35     | V             |
| 2014/15 | IV liga (grupa świętokrzyska)                     | 9       | 40     | V             |
| 2015/16 | IV liga (grupa świętokrzyska)                     | 9       | 40     | V             |
| 2016/17 | IV liga (grupa świętokrzyska)                     | 12      | 37     | V             |
| 2017/18 | IV liga (grupa świętokrzyska)                     | 4       | 58     | V             |
| 2018/19 | IV liga (grupa świętokrzyska)                     | 13      | 35     | V             |
| 2019/20 | IV liga (grupa świętokrzyska)                     | 14      | 16     | V             |
| 2020/21 | IV liga (grupa świętokrzyska)                     | 8       | 61     | V             |
| 2021/22 | IV liga (grupa świętokrzyska)                     | 13      | 42     | V             |
| 2022/23 | IV liga (grupa świętokrzyska)                     | 13      | 39     | V             |
| 2023/24 | IV liga (grupa świętokrzyska)                     | 3       | 72     | V             |
| 2024/25 | IV liga (grupa świętokrzyska)                     | 6       | 56     | V             |